# Etna (Maine)
Etna ist eine Town im Penobscot County des Bundesstaates Maine in den Vereinigten Staaten. Im Jahr 2020 lebten dort 1226 Einwohner in 576 Haushalten auf einer Fläche von 64,67 km².

## Geografie
Nach dem United States Census Bureau hat Etna eine Gesamtfläche von 64,67 km², von der 64,26 km² Land sind und 0,41 km² aus Gewässern bestehen.

### Geografische Lage
Etna liegt im Südwesten des Penobscot Countys. Im Nordosten liegt der Edna Pond und im Südwesten der Plymouth Pond. Einige kleinere Bäche durchziehen das Gebiet der Town. Die Oberfläche ist eben. 

### Nachbargemeinden
Alle Entfernungen sind als Luftlinien zwischen den offiziellen Koordinaten der Orte aus der Volkszählung 2010 angegeben.
- Nordosten: Stetson, 10,2 km
- Osten: Carmel, 10,4 km
- Südosten: Newburgh, 11,8 km
- Süden: Dixmont, 9,8 km
- Westen: Plymouth, 8,2 km
- Nordwesten: Newport, 11,8 km

### Stadtgliederung
In Etna gibt es drei Siedlungsgebiete: Etna, Etna Center und South Etna.

### Klima
Die mittlere Durchschnittstemperatur in Etna liegt zwischen −7,8 °C (18 °F) im Januar und 20,6 °C (69 °F) im Juli. Damit ist der Ort gegenüber dem langjährigen Mittel der USA um etwa 9 Grad kühler. Die Schneefälle zwischen Oktober und Mai liegen mit bis zu zweieinhalb Metern mehr als doppelt so hoch wie die mittlere Schneehöhe in den USA; die tägliche Sonnenscheindauer liegt am unteren Rand des Wertespektrums der USA.

## Geschichte
Die Besiedlung von Etna startete im Jahr 1807, als sich erste Siedler in dem Gebiet niederließen. Den Grand für das Gebiet hatte General John Crosby. Nach ihm wurde das Gebiet zunächst Crosbytown genannt, bis es am 15. Februar 1820 als Town unter dem Namen Etna organisiert wurde. In einigen Quellen wird der Name zunächst auch als Aetna angegeben. Ursprünglich wurde das Gebiet Township No. 4, Second Range North of Waldo Patent (T4 R2 NWP) oder auch Bowdoin College Grant genannt. Im Jahr 1826 wurde ein Teil des Gebietes an Plymouth abgegeben und im Jahr 1866 an Carmel.

### Einwohnerentwicklung
| Volkszählungsergebnisse – Town of Etna, Maine | Volkszählungsergebnisse – Town of Etna, Maine | Volkszählungsergebnisse – Town of Etna, Maine | Volkszählungsergebnisse – Town of Etna, Maine | Volkszählungsergebnisse – Town of Etna, Maine | Volkszählungsergebnisse – Town of Etna, Maine | Volkszählungsergebnisse – Town of Etna, Maine | Volkszählungsergebnisse – Town of Etna, Maine | Volkszählungsergebnisse – Town of Etna, Maine | Volkszählungsergebnisse – Town of Etna, Maine | Volkszählungsergebnisse – Town of Etna, Maine |
| Jahr                                          | 1800                                          | 1810                                          | 1820                                          | 1830                                          | 1840                                          | 1850                                          | 1860                                          | 1870                                          | 1880                                          | 1890                                          |
| --------------------------------------------- | --------------------------------------------- | --------------------------------------------- | --------------------------------------------- | --------------------------------------------- | --------------------------------------------- | --------------------------------------------- | --------------------------------------------- | --------------------------------------------- | --------------------------------------------- | --------------------------------------------- |
| Einwohner                                     |                                               |                                               | 194                                           | 362                                           | 745                                           | 802                                           | 849                                           | 844                                           | 895                                           | 646                                           |
| Jahr                                          | 1900                                          | 1910                                          | 1920                                          | 1930                                          | 1940                                          | 1950                                          | 1960                                          | 1970                                          | 1980                                          | 1990                                          |
| Einwohner                                     | 527                                           | 523                                           | 386                                           | 418                                           | 460                                           | 458                                           | 486                                           | 526                                           | 758                                           | 977                                           |
| Jahr                                          | 2000                                          | 2010                                          | 2020                                          | 2030                                          | 2040                                          | 2050                                          | 2060                                          | 2070                                          | 2080                                          | 2090                                          |
| Einwohner                                     | 1012                                          | 1246                                          | 1226                                          |                                               |                                               |                                               |                                               |                                               |                                               |                                               |

## Wirtschaft und Infrastruktur

### Verkehr
Durch Etna verlaufen in westöstlicher Richtung parallel zueinander die Interstate 95, der U.S. Highway 2 und die Maine State Route 69. Sie werden gekreuzt von der Maine State Route 143.
Die Bahnstrecke Cumberland Center–Bangor führt durch Etna.

### Öffentliche Einrichtungen
In Etna gibt es keine medizinischen Einrichtungen oder Krankenhäuser. Nächstgelegene Einrichtungen für die Bewohner von Etna befinden sich in Bangor und Pittsfield.
Etna besitzt keine eigene Bücherei. Die nächstgelegenen liegen in Stetson, Detroit und Carmel.

### Bildung
Etna gehört mit Corinna, Dixmont, Hartland, Newport, Palmyra, Plymouth und St. Albans zur Regional School Unit 19.
Im Schulbezirk werden folgende Schulen angeboten:
- Corinna Elementary School in Corinna, mit Schulklassen von Pre-Kindergarten bis zum 4. Schuljahr
- Etna-Dixmont School in Etna, mit Schulklassen von Pre-Kindergarten bis zum 8. Schuljahr
- Newport/Plymouth Elementary School in Newport, mit Schulklassen  von Pre-Kindergarten bis zum 6. Schuljahr
- St. Albans Consolidated in St. Albans, mit Schulklassen  von Pre-Kindergarten bis zum 5. Schuljahr
- Somerset Valley Middle School in Hartland, mit Schulklassen vom 5. bis zum 8. Schuljahr
- Sebasticook Middle School in Newport, mit Schulklassen vom 5. bis zum 8. Schuljahr
- Nokomis Regional High in Newport, mit Schulklassen vom 9. bis zum 12. Schuljahr